# Belényesirtás
Belényesirtás (románul: Lazuri de Beiuș) falu Romániában, Bihar megye déli részén, az azonos nevű község központja.

## Fekvése
Belényestől délkeletre, a Fekete-Körös bal partján fekvő település.

## Története
Belényesirtás nevét 1588-ban említette először oklevél Lazur néven. 1808-ban Lazur (Belényes-), 1851-ben Belényes-Lazúr, 1913-ban Belényesirtás néven írták.
A török hódoltság után 1780-ig a római-, később pedig a görögkatolikus püspökség birtoka volt. A trianoni békeszerződés előtt Bihar vármegye Vaskohi járásához tartozott.

## Népesség
1910-ben 557 lakosából 9 magyar, 548 román volt. Ebből 548 görögkeleti ortodox, 8 izraelita volt.
A 2002-es népszámláláskor a településnek 372 lakosa volt, ebből 371 román, 1 magyar. Vallási hovatartozás megoszlása: 359 ortodox, 12 pünkösdista, 1 baptista.

## Látnivalók
- 18. századi Szentlélek alászállása fatemplom.[3]